# Rhinodictya cuneolus
Rhinodictya cuneolus är en insektsart som beskrevs av Ronald Gordon Fennah 1950. Rhinodictya cuneolus ingår i släktet Rhinodictya och familjen Tropiduchidae. Inga underarter finns listade i Catalogue of Life.